# Kolleg St. Josef Salzburg-Aigen

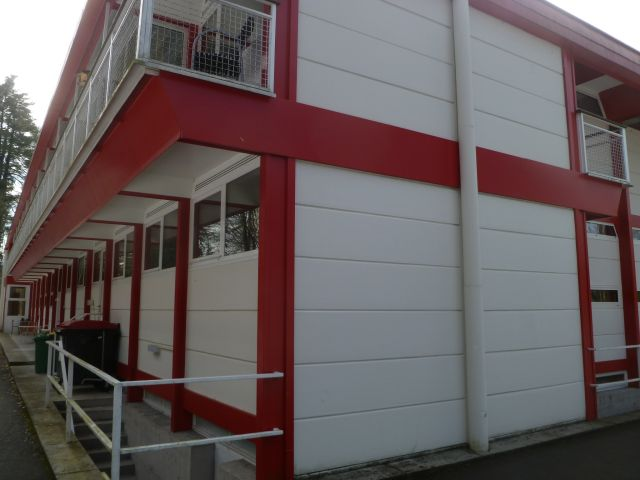
Kolleg St. Josef (2012)

Das Kolleg St. Josef Salzburg-Aigen in der Gyllenstormstrasse 8 ist ein Ordenshaus der Missionare vom Kostbaren Blut in Salzburg-Aigen. Das Kloster steht unter Denkmalschutz (Listeneintrag).

## Geschichte
Das Kolleg St. Josef wurde in der ehemaligen Parkanlage der Villa Trapp von 1961 bis 1964 nach den Plänen der arbeitsgruppe 4 mit den Architekten Wilhelm Holzbauer, Friedrich Kurrent und Johannes Spalt errichtet. Der zweigeschoßige Stahlkonstruktionsbau besticht durch die Verbindung des Konzepts einer historischen Klosteranlage mit der Tradition der österreichischen klassischen Moderne.
Das Kolleg hat eine Hauskapelle und ist der Sitz des Provinzialats des Ordens für den deutschsprachigen Raum und ist Herberge und Ausbildungsort für die Seminaristen für Katholische Theologie der Missionare vom Kostbaren Blut an der Universität Salzburg. Das Haus mit Konferenz- und Meditationsräumen und Übernachtungsmöglichkeiten wird für Seminare und Exerzitien angeboten.
Seit 1. Mai 2020 leitet P. Andreas Hasenburger als Rektor und Hausoberer das Kolleg St. Josef.

## Auszeichnungen
- Österreichischer Bauherrenpreis 1967